# دزدی بزرگ پارسونز
دزدی بزرگ پارسونز (به انگلیسی: Grand Theft Parsons) فیلمی محصول سال ۲۰۰۴ و به کارگردانی دیوید کافری است. در این فیلم بازیگرانی همچون جانی ناکسویل، کریستینا اپل‌گیت، مایکل شنون، مارلی شلتن، رابرت فورستر و گابریل مکت ایفای نقش کرده‌اند.